# جبريل فيلاسكو
جبريل فيلاسكو (بالإسبانية: Gabriel Velasco)‏ (1 فبراير 1986 في المكسيك - ) هو لاعب كرة قدم مكسيكي في مركز الوسط. لعب مع نادي تولوكا.

## وصلات خارجية
- جبريل فيلاسكو على موقع قاعدة بيانات كرة القدم.إي يو (الإنجليزية)
- جبريل فيلاسكو على موقع عالم كرة القدم.نت (الإنجليزية)